# Stilistică
Stilistica este o ramură a lingvisticii care studiază stilul exprimării verbale din opere scrise, mai ales cel al operelor literare.
Își are originile în lingvistica comparată și s-a dezvoltat în Europa în secolul al XIX-lea, printre cei care i-au influențat dezvoltarea fiind Charles Bally și Leo Spitzer. Este un domeniu care face legătura dintre lingvistică și critica literară.
Stilistica clasică s-a ocupat cu analiza de figuri de stil, stilistica lingvistică modernă se ocupă cu analiza mijloacelor de exprimare ale unei colectivități lingvistice, iar stilistica literară cu analiza studiului individual al unui scriitor sau cu analiza mijloacelor lingvistice ale unui scriitor din punct de vedere al expresivității lor.
Odată cu apariția computerului, au apărut și stilistica computațională și stilometria, prin care se încearcă stabilirea autorului unui text prin analizarea unor elemente cheie în scrierile autorilor care ar putea fi scris textul.